# Форвардная цена
Форвардная цена актива - это цена, по которой можно заключить в данный момент форвардный контракт на покупку или продажу актива в заданный будущий момент времени (в отличие от цены спот, по которой можно купить или продать актив сейчас, точнее на условиях соответствующего спот-рынка).
Форвардная цена не отражает ожидаемую будущую цену в смысле физической вероятностной меры, но является таковой в так называемой форвардной мере (для соответствующего срока). Ее величина определяется не только и не столько ожиданиями изменения цены актива, сколько процентными ставками на рынке, собственной доходностью актива и другими факторами.
Понятие форвардной цены применимо к различным активам - ценным бумагам, валютам (форвардный валютный курс), товарам и другим активам, а также к процентным ставкам (форвардная ставка).

## Формулы форвардных цен
Форвардная цена - это безарбитражная величина будущей цены, по которой можно в текущий момент заключить контракт. Текущая стоимость такого контракта в соответствии с общей формулой оценки инструментов в теории арбитражного ценообразования
{\displaystyle V_{t}=P(t,T)[\mathbb {E} _{t}^{\mathbb {Q} ^{T}}(S_{T})-K]}
где {\displaystyle S_{T}} - будущая цена актива (случайна величина, значение которой неизвестно в текущий момент t.
{\displaystyle P(t,T)} - дисконт-фактор (цена дисконтной облигации на соответствующий срок).
{\displaystyle \mathbb {E} _{t}^{\mathbb {Q} ^{T}}} - условное (по информации, доступной в момент t) математическое ожидание в Т-форвардной мере.
Поскольку в момент заключения контракта его стоимость должна быть равна нулю, то форвардная цена K должна определяться как
{\displaystyle F_{t}=E_{t}^{Q^{T}}(S_{T})}
Кроме этого, выполнено равенство
{\displaystyle S_{t}=P(t,T)E_{t}^{Q^{T}}(S_{T})}
Поэтому спот-цена и форвардная цена для бездивидендной акции связаны соотношением:
{\displaystyle F_{t}={S_{t} \over P(t,T)}=e^{r(t,T)\tau (t,T)}S_{t}}
Форвардная цена дивидендной акции

### Форвардный валютный курс
Форвардный курс валютной пары {\displaystyle X/Y} (например {\displaystyle USD/RUB} - рублевый курс доллара) связан со спот-курсом этой пары следующим образом:
{\displaystyle F_{(t,T)}^{x-y}=P_{(t,T)}^{x-y}S_{t}^{x-y}},    где  {\displaystyle P_{(t,T)}^{x-y}={P_{(t,T)}^{x} \over P_{(t,T)}^{y}}}
где  {\displaystyle P_{(t,T)}^{x},P_{(t,T)}^{y}}  - дисконт-факторы в соответствующих валютах
Необходимо, однако, уточнить,  что на практике данное соотношение выполняется не в чистом виде, а с учетом некоторого дополнительного спреда ставок - страновой премии, поэтому корректней было бы вместо {\displaystyle P_{(t,T)}^{x-y}} указать в формуле
{\displaystyle P_{(t,T)}^{x+s_{xy}-y}={P_{(t,T)}^{x+s_{xy}} \over P_{(t,T)}^{y}}={P_{(t,T)}^{x} \over P_{(t,T)}^{y-s_{xy}}}}
Указанную страновую премию можно определить исходя из рыночных ставок валютных форвардов, свопов и других инструментов и исходя из данных безрисковых кривых в двух валютах.